# Dose externe
Vous pouvez aider à l'améliorer ou bien discuter des problèmes sur sa page de discussion.
- Il ne cite pas suffisamment ses sources. Vous pouvez indiquer les passages à sourcer avec {{référence nécessaire}} ou {{Référence souhaitée}}, et inclure les références utiles en les liant aux notes de bas de page. (Marqué depuis mai 2025)
- Il est orphelin : moins de trois articles lui sont liés. Aidez à ajouter des liens en plaçant le code [[Dose externe]] dans les articles relatifs au sujet. (Marqué depuis mai 2025)

- Archive Wikiwix
- Bing
- Cairn
- DuckDuckGo
- E. Universalis
- Gallica
- Google
- G. Books
- G. News
- G. Scholar
- Persée
- Qwant
- (zh) Baidu
- (ru) Yandex
- (wd) trouver des œuvres sur Wikidata

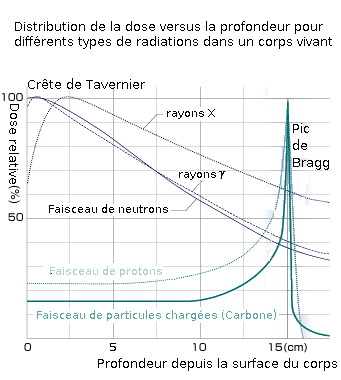
Illustration de la Crête de Tavernier, phénomène qui se caractérise par l'accroissement de la dose d'irradiation de certains rayonnements dans l'organisme avant sa décroissance exponentielle.

En radioprotection, la dose externe est la composante de la dose efficace causée par les sources de rayonnements ionisants situées hors du corps humain. Elle est déterminée à l'aide de dosimètres.

## Définition et méthode de détermination
La dose externe est la composante de la dose efficace causée par une exposition externe à une source de rayonnements ionisants.
Les méthodes et techniques utilisées pour mesurer ou calculer cette dose correspondent à la dosimétrie externe.
La dose externe peut être déterminée, grâce à la mesure standardisée de l'exposition externe, à l'aide de dosimètres.

## Évolution de la dose
Dans l'organisme, la dose connaît une décroissance exponentielle après un passage par un maximum appelé Crête de Tavernier, du nom du physicien belge Guy Tavernier découvreur du phénomène en 1948. Cette allure de courbe est semblable pour les faisceaux de photons et de neutrons et les rayons X et Gamma.